# NGC 677
NGC 677 (другие обозначения — UGC 1275, MCG 2-5-42, ZWG 437.39, NPM1G +12.0057, IRAS01464+1249, PGC 6673) — эллиптическая галактика (E) в созвездии Овен. Открыта Льюисом Свифтом в 1886 году. Описание Дрейера: «очень тусклый, маленький объект круглой формы, северо-восточный из двух». «Второй объект» — NGC 675.

## Групповая принадлежность
Галактика NGC 677 входит в группу IC 1723 вместе с объектами NGC 665, NGC 671, NGC 673, NGC 677, NGC 683, IC 156 et IC 162. Хотя разделение на группы в этом регионе неоднозначно, так Гарсия выделяет группу NGC 673, а Матешан группу NGC 671, обычно все галактики из этих двух групп объединяют в одну, названную по крупнейшей из них — IC 1723.